# Lithosia eliesabethae
Lithosia eliesabethae är en fjärilsart som beskrevs av Ulrich Roesler 1967. Lithosia eliesabethae ingår i släktet Lithosia och familjen björnspinnare. Inga underarter finns listade i Catalogue of Life.